# Aquasky
Aquasky est un groupe de jungle/drum and bass. Il est composé de Dave Wallace, Kieron Bailey et Brent Newitt.
En 1995, ils terminent leur première production et envoient la démo au label Moving Shadow.
Le premier single: 'Dezires / Images (Shadow 64) parait trois mois plus tard puis est remixé par Krust.